# ليزينوبريل
ليزينوبريل هو إحدى مثبطات الإنزيم المحول للأنجيوتنسين والتي تقوم بتثبيط الإنزيم ACE وتستخدم في حالات قصور القلب وفرط ضغط الدم واحتشاء عضل القلب واعتلال الكلى السكري.
ليزينوبريل (/ laɪsɪnəprɪl / لي سين-ə-أبريل) هو دواء من فئة مثبطات الإنزيم (ACE) المحول للأنجيوتنسين والذي يستخدم في المقام الأول في علاج ارتفاع ضغط الدم وقصور القلب الاحتقاني، والنوبات القلبية، ومنع المضاعفات الكلوية والشبكية من مرض السكري. غايات استخدامه، موانع الاستخدام، والآثار الجانبية له هي كتلك التي لمثبطات ACE.
كان ليزينوبريل المانع ACE الثالث (بعد كابتوبريل وإنالابريل) وقدم إلى العلاج في وقت مبكر من التسعينات1990. وهناك عدد من الخصائص التي تمييزه عن مثبطات ACE الأخرى: محب للماء، لديه نصف عمر طويل وقدرة عالية على اختراق الأنسجة، ولا يتم ايضه في الكبد.

## المستحضرات
يتوفر بجرعات 2,5 و 5 و 10:
- في الولايات المتحدة تنتجه شركة ميرك تحت اسم برينيفيل أو تينسوبريل (Prinivil / Tensopril).
- في أوروبا وتنتجه شكرة أسترازينيكا البريطانية-السويدية تحت اسم زيستريل (Zestril).

## طريقة عمل الدواء
ليزينوبريل يثبط الإنزيم ACE، وهو الانزيم الذي يحفز تشكيل أنجيوتنسين 2 من أنجيوتنسين 1، أنجيوتنسين 2 مضيق قوي للأوعية ويسبب ارتفاع في ضغط الدم من خلال مجموعة متنوعة من الآليات.
زيادة إفراز من الصوديوم في البول، وزيادة تركيز البوتاسيوم في الدم ستكون نتيجة لانخفاض إنتاج الأنجيوتنسين وانخفاض تركيزات الألدوستيرون في البلازما.

## الإستخدامات
يستخدم ليزينوبريل لعلاج فرط ضغط الدم وكعلاج مساعد في قصور القلب. ويمكن استخدامه لعلاج ارتفاع ضغط الدم وحده أو بالاشتراك مع مدرات البول الثيازيدية، ومع مدرات البول والديجوكسين لقصور في القلب. وتستخدم كذلك في حالات اعتلال الكلى السكري.

### الفئات الخاصة من السكان
يجب تعديل الجرعة في المرضى الذين يعانون من ضعف وظائف الكلى.

## موانع الاستخدام
- الحمل
- الإرضاع
- قصور الكلى
- التحسس للدواء - مرضى فوال يسبب لهم انحلالا في الدم.
- المرضى الذين لديهم تاريخ وذمة وعائية بسبب استخدام سابق لمثبط الإنزيم المحول للأنجيوتنسين.
- تاريخ طبي في الإصابة بالوذمة الوعائية (وراثي أو مجهول السبب) [5]
- حساسية مفرطة نتيجة لليزينوبريل أو أي من المكونات الأخرى الموجودة في صياغته [5]
- الاستخدام المرافق مع العقاقير التي تحتوي على أليسكيرين في المرضى الذين يعانون من مرض السكري [5]

يمنع الجمع بين أليسكيرين وليزينوبريل في المرضى الذين يعانون من مرض السكري، ويجب تجنبها في اولئك الذين لديهم تصفية الكرياتينين أقل من 60ML / دقيقة. قد يزيد هذا الجمع من فرط بوتاسيوم الدم، ضغط الدم، وآثار اليسينوبريل على الكلى (ومثبطات ACE أخرى). ولذلك، البوتاسيوم في الدم، وضغط الدم، والكرياتينين في مصل الدم يجب أن تتم مراقبتها بعناية لجميع المرضى على هذا الجمع.

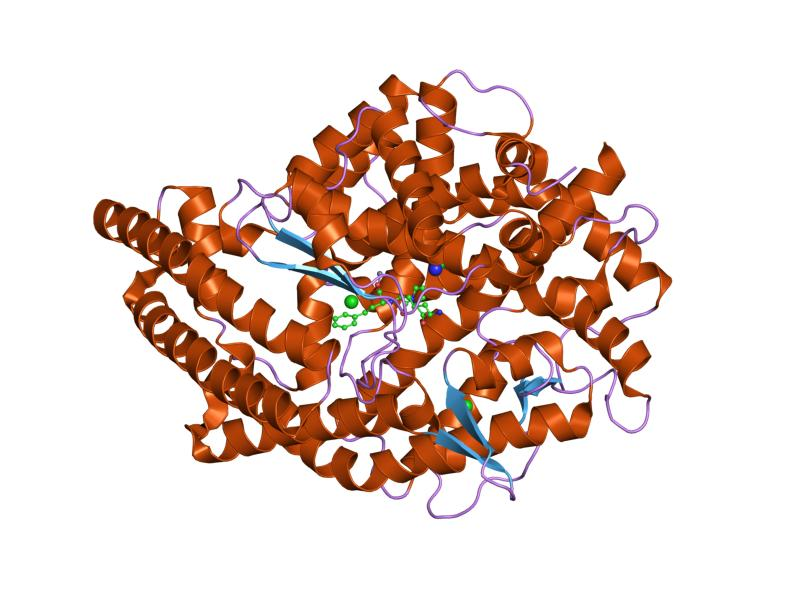
البنية البلورية للانزيم المحول للأنجيوتنسين في الإنسان في مجمع مع ليزينوبريل.

## الأعراض الجانبية
الآثار الجانبية ليزينوبريل تشمل الدوار، والسعال الجاف والقيء واضطرابات المعدة ووذمة وعائية وإعياء.
وايضا:
- القشعريرة، وعلامات العدوى
- البول الداكن (بيلة ميلانينية)
- انخفاض في التبول (قلة البول)
- صعوبة في البلع أو التنفس (علامات الوذمة الوعائية)، رد فعل تحسسي (الحساسية المفرطة)
- بحة في الصوت
- الحكة
- اصفرار الجلد أو العينين (اليرقان)
- آلام في البطن، والانتفاخ والقيء
- ألم في الصدر أو ضيق، والدوخة، والدوار، والإغماء
- السعال الجاف
- الحمى
- آلام المفاصل
- طفح جلدي
- الإسهال، والغثيان
- الخمول، والصداع، والتعب
- تشنجات العضلات
- فم جاف
- خطيرة (ربما إلى الوفاة) مشاكل في الكبد
- العجز الجنسي
- الدوخة
- الضعف
ليزينوبريل يسبب للكلى احتباس البوتاسيوم، مما قد يؤدي إلى فرط بوتاسيوم الدم. من دراسة قامت بها أي eHealthMeعن أكثر من 1000 من المرضى الذين يعانون من فرط بوتاسيوم الدم عند استخدامه، تحدث الحالة أكثر مع كبار السن من الذكور المستخدمين له.
الحساسية الشديدة مع انها نادرة الحدوث والتي تؤثر على جدار الأمعاء والأسباب الثانوية يمكن أن تحدث آلام في البطن. هذا رد فعل «الوذمة الوعائية» نادر جدا، ويجب أن يعطى عناية طبية فورية.

### الحمل والرضاعة الطبيعية
تم تعيين ليزينوبريل لفئة الحمل D من قبل إدارة الاغذية والعقاقير للاستخدام خلال الثلث الثاني والثالث والفئة C خلال الثلث الأول من الحمل. وقد كشفت بيانات الحيوان والإنسان دليلا على انه قد يسبب اثارمميتة للجنين وتشوهات خلقية مرتبطة بمثبطات ACE. لا تتوفر أية بيانات للرقابة في الحمل البشري. تم الإبلاغ عن التشوهات الخلقية مع استخدام مثبطات ACE خلال الأشهر الثلاثة الأولى من الحمل، في حين سمية الأجنة والأطفال حديثي الولادة، والموت، والتشوهات الخلقية تم الإبلاغ عنها مع استخدامها خلال الثلث الثاني والثالث من الحمل. إذا أصبح المريض حاملا، ينبغي وقف استخدام يسينوبريل في أقرب وقت ممكن؛ يعتبر ممنوعا من الاستخدام خلال فترة الحمل.
لا توجد بيانات عن إفراز يسينوبريل في حليب الأم. يوصي الصانع، نظرا لاحتمالات ردود فعل سلبية خطيرة في الأطفال الرضع، بأنه ينبغي اتخاذ قرار لوقف الرضاعة أو التوقف عن الدواء، مع الأخذ بعين الاعتبار أهمية الدواء للأم.

## علم الأدوية
ليزينوبريل هو مناظر لايسين من إنالابريل. خلافا لغيره من مثبطات ال ACE، فهو ليس دواء مساعد ويفرز دون تغيير في البول. في حالات الجرعة الزائدة، يمكن إزالته من مجرى الدم عن طريق غسيل الكلى.

## الحركية الدوائية والتمثيل الغذائي
للمرضى البالغين بعد تناوله عن طريق الفم من ليزينوبريل، يبلغ التركيز في البلازما ذروته خلال حوالي سبع ساعات، على الرغم من أنه يحدث تأخير بسيط في الوقت الذي يستغرقه للوصول إلى تركيزات البلازما الذروة في مرضى احتشاء عضلة القلب الحاد. انخفاض مستويات البلازما تبدي المرحلة النهائية لفترات طويلة لا تساهم في تراكم الدواء. هذه المرحلة النهائية ربما تمثل مرحلة الإشباع في الارتباط مع ا لACE وليس متناسبا مع الجرعة. لا يرتبط ليزينوبريل مع بروتينات البلازما الأخرى.
ليزينوبريل لا يخضع لعملية التمثيل الغذائي ويفرز دون تغيير كليا في البول. على أساس الانتعاش البولية، متوسط مدى امتصاصه ما يقرب من 25٪، مع تفاوت كبير بين الاشخاص (6-60٪) في كل الجرعات التي تم اختبارها (5-80 ملغ). لا يتأثر امتصاص ليزينوبريل من خلال وجود الطعام في القناة الهضمية. في المرضى الذين يعانون من قصور القلب الاحتقاني المستقر NYHA II-IV ، يتم تقليل التوافر الحيوي المطلق إلى حوالي 16٪، وحجم التوزيع يصبح أصغر قليلا من ذلك في مواضيع عادية.
التوافر الحيوي عن طريق الفم ليسينوبريل في المرضى الذين يعانون من احتشاء عضلة القلب الحاد مماثلة لتلك التي على متطوعين أصحاء. على جرعات متعددة، يجعلها تظهر فعالية نصف عمر من تراكم 12 ساعة.
اختلال وظائف الكلى يقلل من تخليص اليسينوبريل، الذي يفرز أساسا عن طريق الكلى، ولكن هذا الانخفاض يصبح من المهم سريريا فقط عندما يكون معدل الترشيح الكبيبي هو أقل من 30 مل / دقيقة. فوق هذا المعدل، نصف العمر للتخليص يتم يتغير قليلا. بمزيد من الانخفاض، فان الذروة ومستويات الحوض الصغير يزدادان، والوقت ليصل التركيز إلى ذروته يزداد، والوقت لتحقيق حالة مستقرة يكون أطول. المرضى من كبار السن، في المتوسط، لديهم أعلى (حوالي الضعف) مستويات الدم ومنطقة تحت منحنى الوقت والتركيز في البلازما من المرضى الأصغر سنا.

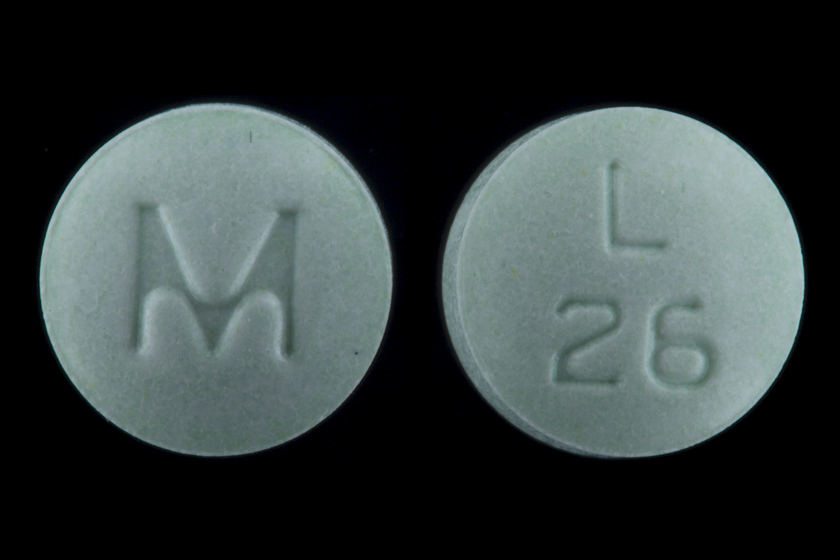
قرص عن طريق الفم يسينوبريل 40 ملغ

## الأسماء التجارية
وقد تم تطوير الليزينوبريل من قبل شركة ميرك وشركاه، ويتم تسويقه في جميع أنحاء العالم كبرينيفيل أو تينسوبريل، وشركة استرا زينيكا كزيستريل. في الهند، يتم تسويقه من قبل مختبرات مايكرو كهايبريل. في الولايات المتحدة، نسخة عامة منه متاحة. مثل مثبطات ACE الأخرى، فهو يعد التناظرية الوظيفية والهيكلية الاصطناعية من الببتيد المستمدة من السم من الزعبل، حفرة أفعى البرازيلي (الدساس الزعبل). يسينوبريل يمكن أن يستخدم أيضا بالاشتراك مع مادة مدرة للبول، والأدوية التي تجمع بين هذين الدوائين متاحة تحت اثنين من الأسماء التجارية برينزيد وزيستوريتيك.

## وصلات خارجية
- معلومات حول زيستريل نسخة محفوظة 4 نوفمبر 2013 على موقع واي باك مشين.
- U.S. National Library of Medicine: Drug Information Portal – Lisinopril
- Lisinopril.com – معلومات حول ليزينوبريل